# Crazy Horse (groupe)
Pour les articles homonymes, voir Crazy Horse.

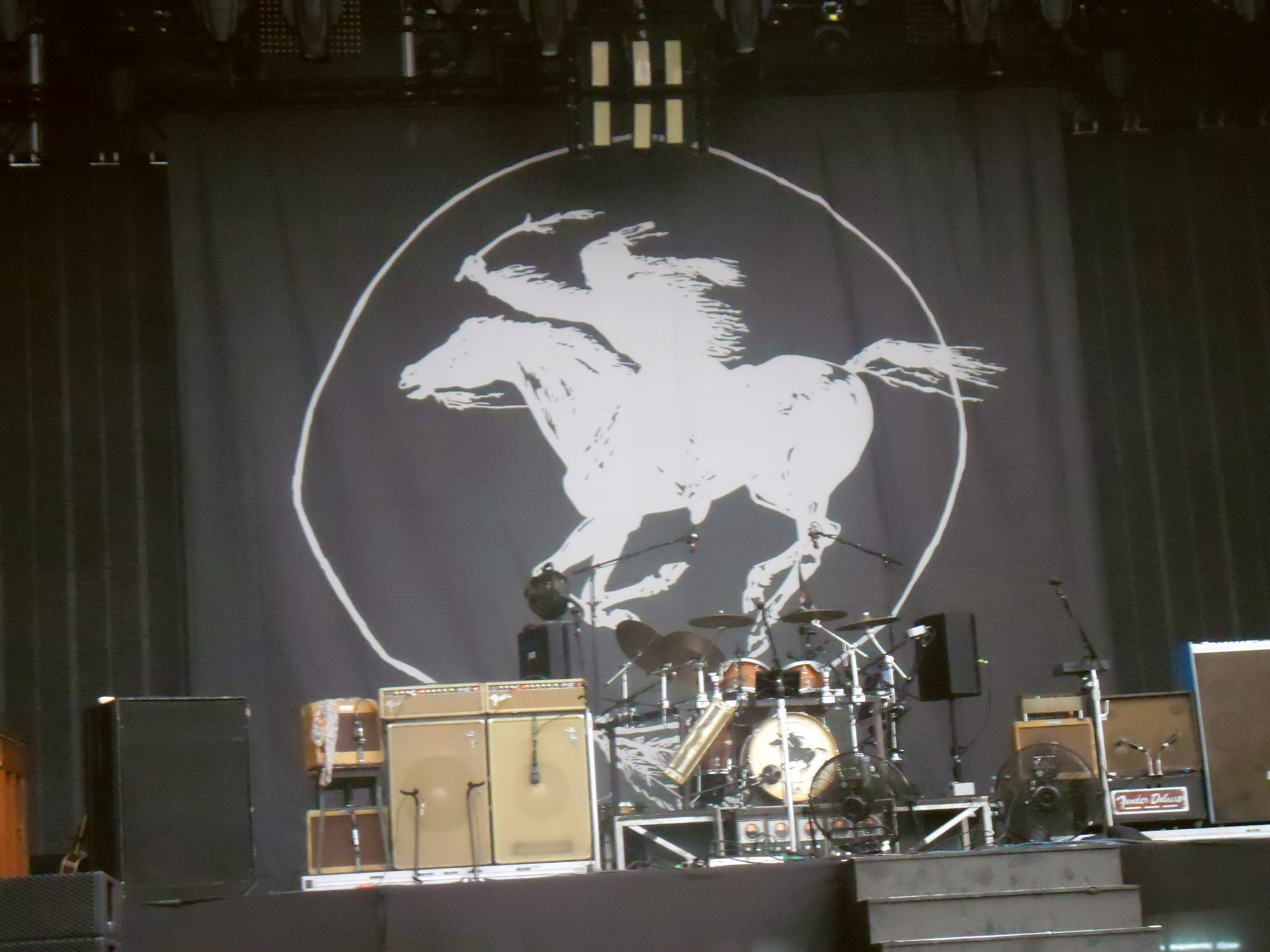
Neil Young - Crazy Horse Carhaix 2013. Préparation de la scène.

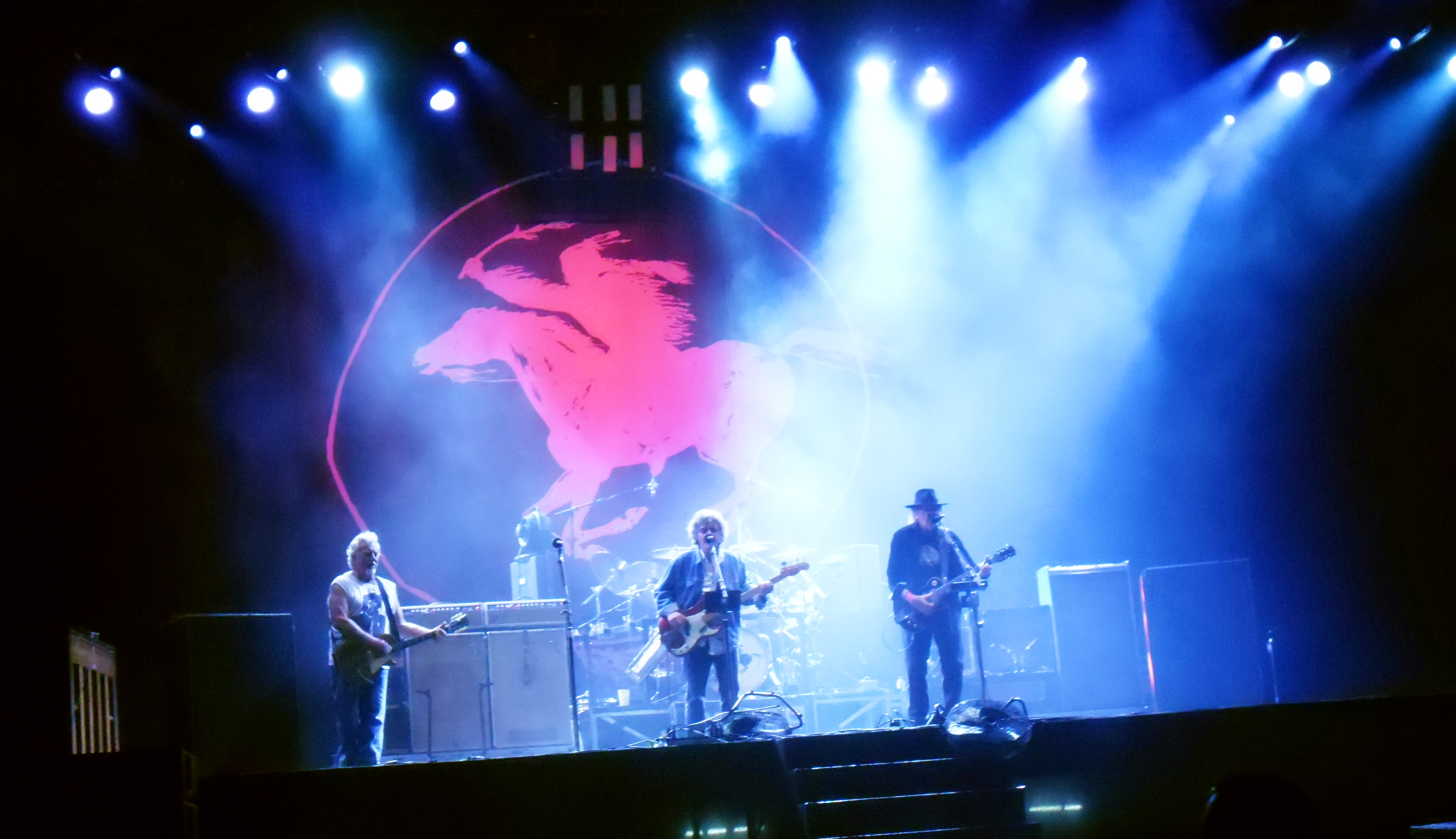
Neil Young avec Crazy Horse à Carhaix en 2013

Crazy Horse est un groupe américain de rock composé initialement de Danny Whitten (guitare), Ralph Molina (batterie) et Billy Talbot (guitare basse). Danny Whitten meurt d'une overdose en 1972 et est remplacé par Frank Sampedro. Crazy Horse a accompagné le guitariste et chanteur canadien Neil Young pendant 40 ans sur de nombreux albums et lors de plusieurs tournées à travers le monde, la dernière en cours en 2013. C'est en grande partie grâce au côté garage de Crazy Horse que Neil Young va éviter le piège du rock policé et sophistiqué, dans lequel tombent au même moment tous ses collègues et amis dont Crosby, Stills et Nash.

## Historique
Danny Whitten, Ralph Molina et Billy Talbot ont formé tout d'abord le groupe Danny and the Memories avec Ben Rocco. Par la suite, ils ont formé les "Rockets", un groupe de bar, avant que Neil Young ne les recrute pour une tournée et son deuxième album solo Everybody Knows This Is Nowhere. La chanson Running Dry sous-titrée Requiem For The Rocket" rend hommage à cette formation.
Crazy Horse a participé ensuite à l'enregistrement de After the Gold Rush de Neil Young, pendant lequel les trois membres ont fait la connaissance de Nils Lofgren et de Jack Nitzsche. Ces derniers ont alors rejoint le groupe pour l'enregistrement du premier album du groupe, un album éponyme Crazy Horse. Par la suite, Crazy Horse accompagne Neil Young sur onze de ses albums. Leur dernier enregistrement en commun avec le Crazy Horse d'origine fut When You Dance I Can Really Love sur l’album After The Gold Rush de Neil Young.
Lors de la tournée Time Fades Away avec Neil Young, Danny Whitten drogué ne pouvait plus suivre. Le 18 novembre 1972, Neil Young lui donna un billet d'avion retour et une coupure de 50 $. Danny Whitten s’en servit pour s'acheter une dernière dose, mais il meurt d'une overdose[réf. nécessaire]. Il sera remplacé par plusieurs musiciens avant qu'en 1975, il ne soit remplacé d'une manière durable par Frank Sampedro.
Après la sortie de Americana et Psychedelic Pill, Neil Young et Crazy Horse font une tournée mondiale en 2013 qui débute en Australie et en Nouvelle-Zélande, en mars, puis en Europe de juin à août et au Canada et aux États-Unis de fin août à septembre. Quatre concerts sont prévus en France, au Théâtre antique de Vienne, à Nîmes, Biarritz et au festival des Vieilles Charrues.
Les titres suivants ont été interprétés lors du concert du 15 juillet 2013 à Vienne: Love And Only Love, Powderfinger, Psychedelic Pill, Walk Like A Giant, Hole In The Sky, Red Sun (issu de l'album Silver & Gold), Heart Of Gold (de l'album Harvest), Blowin' in the Wind (reprise de Bob Dylan), Singer Without A Song, Ramada Inn, Sedan Delivery, Surfer Joe And Moe The Sleaze (de l'album Re-ac-tor), Mr. Soul (de l'album Buffalo Springfield Again), Hey Hey, My My (Into The Black), Fuckin' Up (en rappel). Deux titres n'avaient pas été enregistrés avant ce concert: Singer Without A Song (avec Neil Young au piano) et Hole In The Sky (nouvelle chanson). Trois titres proviennent de l'album Psychedelic Pill : Psychedelic Pill, Walk Like A Giant et Ramada Inn. deux titres sont issus de Ragged Glory : "Fuckin' Up" et "Love And Only Love", et trois titres de Rust Never Sleeps : Powderfinger, Sedan Delivery et Hey Hey, My My (Into The Black).
Frank Sampedro prend sa retraite en 2014, il est remplacé par Micah Nelson, un fils de Willie Nelson.

## Musiciens occasionnels
- George Whitsell, guitare, chant
- Leon Whitsell, guitare
- Bobby Notkoff, violon
- Nils Lofgren, guitare, claviers, chant
- Jack Nitzsche, claviers, chant
- Greg Leroy, guitare, chant
- John Blanton, claviers
- Rick Curtis, guitare, chant
- Michael Curtis, claviers
- Sonny Mone, guitare, chant
- Matt Piucci, guitare

## Albums
- Crazy Horse (1971)
- Loose (1972)
- At Crooked Lake (1973)
- Crazy Moon (1978)
- Left for Dead (1989)
- Gone Dead Train: Best of Crazy Horse (2005)
- Scratchy: The Complete Reprise Recordings (2005)

### Avec Neil Young
- Everybody Knows This Is Nowhere (1969)
- After the Gold Rush (1970)
- Zuma (1975)
- Rust Never Sleeps (1979)
- Live Rust (1979)
- Trans (1981) - non crédité -
- Life (1987)
- Ragged Glory (1990)
- Arc (1991)
- Weld (1991)
- Sleeps with Angels (1994)
- Broken Arrow (1996)
- Year of the Horse (1997)
- Are You Passionate? (2002) : un seul titre Going Home
- Greendale (2003)
- Americana (2012)
- Psychedelic Pill (2012)[6]
- Colorado  (2019)

## Filmographie
- Year of the Horse de Jim Jarmusch (1998)
- Greendale (2003)